# زاندبوشتل
زاندبوشتل (به آلمانی: Sandbostel) یک شهر در آلمان است که در Selsingen واقع شده‌است. زاندبوشتل ۸۳۰ نفر جمعیت دارد.